# Ситковецька волость
Ситковецька волость — адміністративно-територіальна одиниця Липовецького повіту Київської губернії з центром у селі Ситківці.
Станом на 1886 рік складалася з 6 поселень, 6 сільських громад. Населення — 5043 особи (2240 чоловічої статі та 2803 — жіночої), 625 дворових господарства.
|                     | Площа, десятин | У тому числі орної, дес. |
| ------------------- | -------------- | ------------------------ |
| Сільських громад    | 3100           | 1843                     |
| Приватної власності | 5537           | 2396                     |
| Казенної власності  | 47             | —                        |
| Іншої власності     | 275            | 187                      |
| Загалом             | 8959           | 4426                     |

Поселення волості:
- Ситківці — колишнє власницьке село при річці Бажаниха за 40 верст від повітового міста, 1291 особа, 206 дворів, православна церква, католицька каплиця, школа, лікарня, 2 постоялих будинки, лавка, базари по неділях, бурякоцукровий завод.
- Білки — колишнє власницьке село, 705 осіб, 114 дворів, православна церква, школа, 2 постоялих будинки.
- Джуринці  — колишнє власницьке село, 328 осіб, 55 дворів, православна церква, школа, постоялий будинок.
- Криштофівка — колишнє власницьке село, 695 осіб, 94 двори, православна церква, школа, постоялий будинок.
- Юрківці — колишнє власницьке село, 825 осіб, 130 дворів, православна церква, кузня та винокурний завод.

Наприкінці ХІХ ст. перетворено на Юрківську волость з центром у селі Юрківці, до складу нової волості також увійшли ряд поселень скасованих Жорницької та Кальницької волостей.